# باتو أغيليرا
باتو أغيليرا (بالإسبانية: Roland Vargas-Aguilera) هو مدرب كرة قدم ولاعب كرة قدم بوليفي في مركز الوسط، ولد في 7 ديسمبر 1979 في سانتا كروز دي لا سييرا في بوليفيا. لعب مع إمباكت مونتريال وفيرجينيا بيتش مارينرز وكولومبوس كرو ونيو إنغلاند ريفولوشن.

## وصلات خارجية
- باتو أغيليرا على موقع الدوري الأمريكي (الإنجليزية)
- باتو أغيليرا على موقع قاعدة بيانات كرة القدم.إي يو (الإنجليزية)